# Неистовый Конь

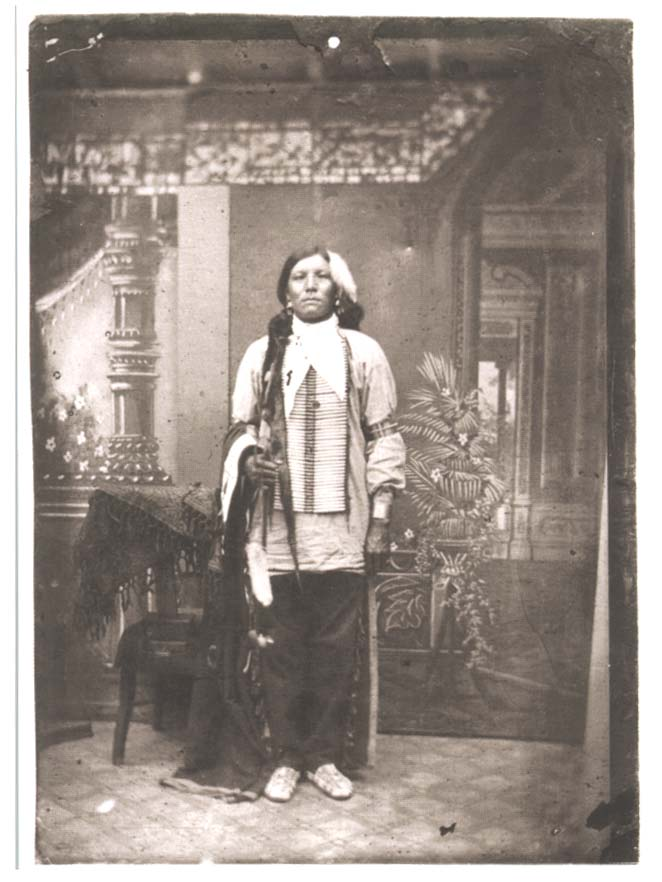
Предположительный портрет Неистового Коня

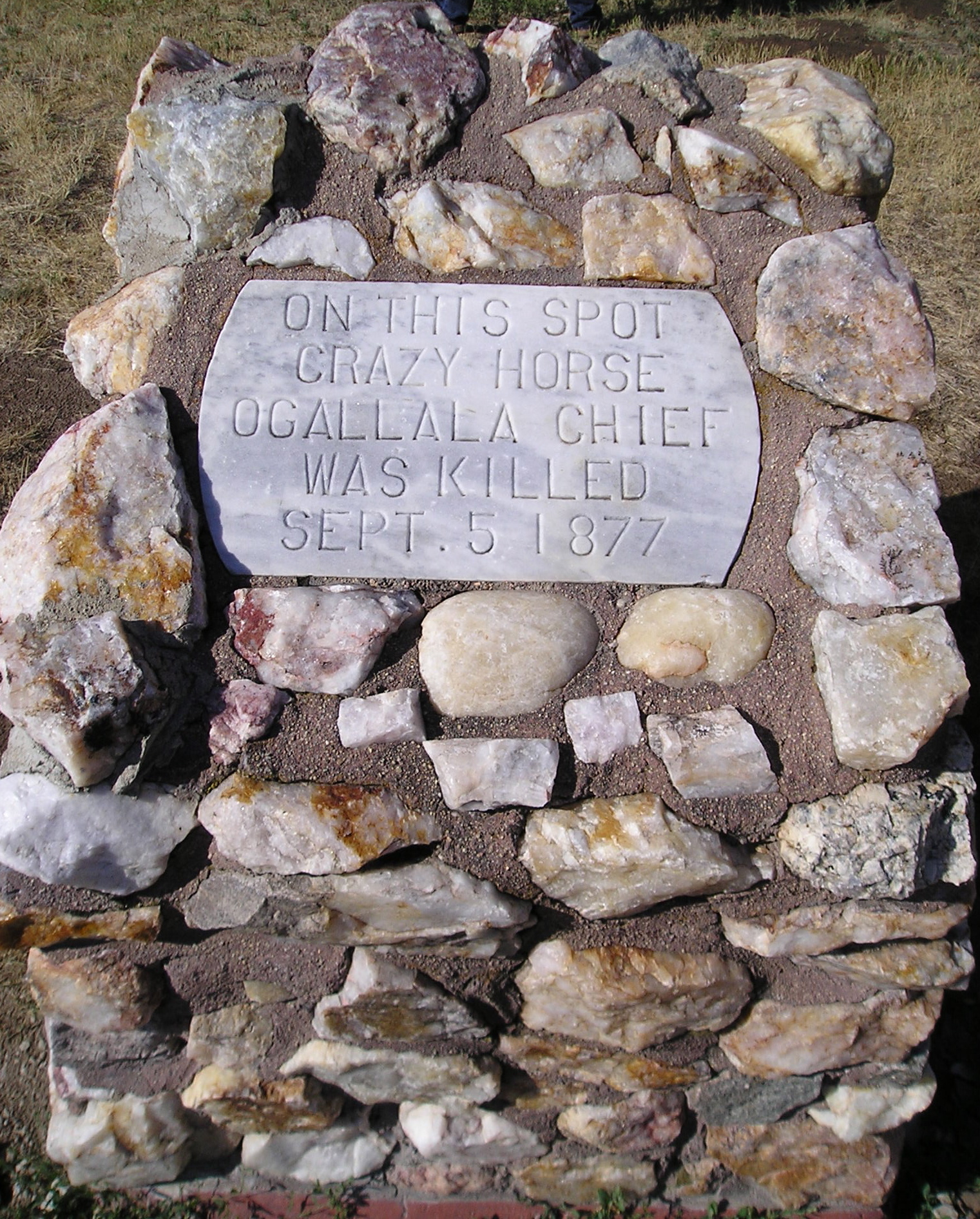
Памятник Неистовому Коню

Неистовый Конь, или Бе́шеный Конь (англ. Crazy Horse, лакота Tȟašúŋke Witkó (Тхашу́нкэ Витко́), букв. Его Конь — Бешеный; ок. 1840 — 5 сентября 1877), — военный вождь племени оглала, входившего в союз семи племён лакота.

## Биография
Родился предположительно в 1840 году на территории современной Южной Дакоты, поблизости от реки Рапид-Крик. Его отец был шаманом, родная мать Неистового Коня умерла молодой и её заменила женщина из племени брюле, приходившаяся сестрой известному вождю Пятнистому Хвосту (племянница Пятнистого Хвоста, Чёрная Шаль стала второй женой Неистового Коня в 1871 году). 
Был свидетелем первого серьёзного столкновения между лакота и американской армией, которое произошло 19 августа 1854 года. Неистовому Коню было тогда 14 лет и он находился в лагере вождя брюле Атакующего Медведя, когда там произошла Резня Граттана, в которой все солдаты были перебиты.
Принадлежал к группе непримиримых индейцев, боролся против федерального правительства США, отказывался подписывать какие-либо договоры с правительством США. Остановил продвижение генерала Крука летом 1876 года, разбил кавалерию генерала Кастера в долине Литтл-Бигхорн.
Последнее его столкновение с американской кавалерией состоялось в Монтане 8 января 1877 года.
В мае 1877 года капитулировал. Неистовый Конь сторонился белых людей, оставался замкнутым. Когда генерал Джордж Крук предложил ему отправиться в Вашингтон на встречу с президентом США, он отказался. Присутствие известного лидера враждебных индейцев в резервации Красного Облака держало армейское командование в постоянном напряжении. Когда по лагерю, где он находился, поползли слухи о его желании вновь вернуться на тропу войны, генерал Крук принял решение арестовать Неистового Коня. Вождь был доставлен в Форт-Робинсон, где понял, что белые собираются заключить его в тюрьму. Он выхватил нож, но Маленький Большой Человек схватил вождя за руку. Мгновением позже американский солдат пронзил Неистового Коня штыком.
Раненого штыком вождя перенесли в кабинет адъютанта форта. Его одеяло расстелили на полу, и на нём несколько часов он лежал без сознания со внутренним кровотечением. Слабеющим голосом вождь затянул свою Песню Смерти. Индейцы снаружи услышали его пение, и почти сразу же родители Неистового Коня стали умолять разрешить им пройти к сыну. Лишь после того, как вождь умер, им позволили войти.
Не сохранилось ни одного достоверно подтвержденного прижизненного портрета этого знаменитого вождя, однако есть фотография 1877 года на которой предположительно запечатлен Неистовый Конь.

## Память
В XX веке в его честь начал возводиться Мемориал Неистового Коня (архитектор К. Зюлковски).

### в кинематографе
- В американском фильме «Они умерли на своих постах» 1941 года он является противником главного героя, Джорджа Армстронга Кастера.
- В американском фильме «Вождь Бешеный Конь[англ.]» 1955 года он является главным героем.
- В американском фильме «Бешеный Конь[англ.]» (англ. Crazy Horse) 1996 года он является главным героем.
- В американском фильме «Белый бизон» 1977 является одним из главных героев.